# Ото Бихали Мерин
Отон Бихали, прозван Ото Бихаљи Мерин (Земун, 3. јануар 1904 — Београд, 22. децембар 1993) био је српски и југословенски књижевник, публициста, историчар уметности и ликовни критичар. јеврејског порекла.

## Биографија
Отон Бихали рођен је 3. јануара 1904. године у Земуну као треће дете, од оца Давида Бихалија и мајке Кларе Шенман. Имао је сестру Леону и брата Павла. Током Првог светског рата се целокупна породица преселила у Будимпешту.
У Београду је студирао сликарство и историју уметности, а са двадесет година је наставио студије у Берлину, где је објављивао књижевне и филозофске текстове на немачком језику. Томас Ман је сматрао да је Бихаљи један од најбољих стилиста немачког језика.  Заједно са филозофом Ђерђом Лукачем радио је у чувеном немачком часопису левих интелектуалаца „Die Linkskurve” (лева кривина).
Од 1928. године се враћа у Београд, где је постао пилот ратног ваздухопловства Краљевине Југославије. Тада заједно са братом Павлом оснива издавачки кућу „Нолит” и часопис „Нова литература”. Издавали су књиге Џека Лондона, Максима Горког, Хајнриха Мана, Синклера Луиса, Џона Стајнбека, Исака Бабеља и других. Објављивали су оно што је пркосило тадашњој цензури, левичарску и социјално критичку литературу. Након 12. броја, у новембру 1929. године Државно тужилаштво је забранило даље издавање часописа.
Убрзо се вратио у Берлин где је наставио своје друштвено ангажовано деловање. На једном од путовања 1930. године упознао је своју будућу супругу Лизу Кестлер са којом је остао у браку до своје смрти. До 1936. године радио је као новинар и публициста, живећи на релацији Француска – Швајцарска. Од те године постаје и члан интернационалних бригада у шпанском грађанском рату, где се на страни републиканаца борио против снага генерала Франка.  За своје заслуге, шездесетих година у Аустрији добио је Хердерову награду за повезивање народа путем уметности, а онда још читав низ плакета и ордена. Посебно треба истаћи да је први Југословен у Немачкој који је добио крст за заслуге због одбране немачке уметности од нацизма.
Током свог живота, Бихаљи се бавио ликовном критиком, књижевношћу, сликарством и био је један од најзначајнијих интелектуалаца у Југославији. Писао је под псеудонимом Петер Тене, тј. Пјер Мерин у време када је у међуратном периоду, као комунистички опредељени активиста, објављивао у европским издавачким кућама. Као реакцију на Хитлеров прогон модерне уметности, Бихаљи је под псеудонимом Петер Тене, уз предговор Херберта Рида 1938. године, написао дело Modern German art.
Пред почетак Другог светског рата, уз помоћ Томаса Мана, добио је дозволу за исељење у Америку. Ипак, вратио се у Краљевину Југославију где је убрзо био заробљен као официр. Рат је преживео захваљујући томе што је био у заробљеничком војном логору после капитулације краљевске југословенске војске. У заробљеништву је урадио читав низ портрета заробљених официра.
После рата, Бихаљи се вратио у Београд и до смрти 1993. живео у стану у Немањиној улици, који је 2022. године отворен за јавност као део Музеја наивне и маргиналне уметности у Јагодини. Музеј је иницирао и оснивање Фонда Ото Бихаљи Мерин у знак сећања, а почев од 2009. године на највећој међународној манифестацији – Бијеналу наивне и маргиналне уметности, периодично се додељује почасно признање Ото Бихаљи Мерин за изузетне доприносе на пољу афирмације наивне и маргиналне уметности.
У чланку Слободана Кљакића у дневном листу „Политика“ од 1. фебруара 2015. налази се следеће објашњење:
| „ | У једном од наших многих сусрета, када ми је сведочио о својој породици, „Нолиту” и брату Павлу, питао сам Ота како то да се презива Бихаљи-Мерин, да ли је то у икаквој вези с низом псеудонима којима је, због конспирације, пре 1941. потписивао текстове и књиге. Ото се широко осмехнуо, а у очима му је заискрио блесак – потврда његове спремности да говори о лепшим странама и догађајима из бурног, многим опасностима оптерећеног живота. У неизбежном џемперу с рол оковратником и сомотским сивим панталонама, жустро је устао са столице и почео своје сведочење. Када је предао први текст за објављивање у „Борби” потписао се са „Бихали-Мерин”. Сутрадан је, међутим, у потпису видео „Бихаљи-Мерин”. Помислио је да је реч о штампарској грешци, али се то поновило још једном, па опет. Заинтересовао се за стварни разлог те промене, али нико од колега и пријатеља из редакције није могао да му појасни о чему је реч. Коначно га је трагање одвело до словослагача у штампарији „Борбе”, човека који је до тада у свим случајевима интервенисао и уместо да Ота потписује са „Бихали-Мерин” претварао његово презиме у „Бихаљи-Мерин”. На директно питање зашто то чини, слагач га је чудно погледао и простодушно одговорио да „није српски” да се потписује као Бихали, због чега је он на себе преузео да га преименује у Бихаљи. „Учинио је то по свом тачном осећању за српски језик. Објашњење ми је било симпатично, уверљиво и допадљиво. Прихватио сам његове разлоге и тако је и остало”, објаснио ми је Ото како је постао Бихаљи-Мерин. | ” |

Студирао је сликарство и историју уметности у Београду, док је са 20. година студије наставио у Берлину (1924-27). У Немачкој је почео да објављује књижевне и филозофске текстове на немачком језику. Са Ђерђом Лукачем радио је у часопису немачких, лево оријентисаних интелектуалаца „Die Linkskurve“ (Лева кривина).
У Београд се вратио 1928. године, где је завршио школу резервних официра и од 1929. године био пилот ратног ваздухопловства Краљевине Југославије у чину ваздухопловног потпоручника. Овај период остаје забележен јер је заједно са братом Павлом Бихалијем основао часопис „Нова литература“ и издавачку кућу Нолит. Због здравствених проблема враћа се у Немачку.
У Немачкој је био сведок значајних трагичних догађаја 30-их година, а као члан Комунистичке партије Немачке у наредним годинама живео је у илегали у Француској, Швајцарској, Шпанији и другде.
Када је почео Други светски рат, вратио се у Краљевину Југославију 1941. године. Завршио је у ратном заробљеништву као пешадијски потпоручник. Након завршетка рата вратио се у Београд, где је скромно живео до смрти 1993. године. Написао је на десетине књига и то углавном о уметности. Заслужан је за популаризацију модерне и наивне уметности и сликарства у Југославији. Његове су књиге, сјајно опремљене и у великим тиражима, објављиване и продаване у читавом свету, а највише у Немачкој.
Шездесетих година, у Аустрији добио је Хердерову награду за „споразумевање народа посредством уметности“, а у Немачкој је као први Југословен добио „Крст за заслуге у одбрани немачке уметности од нацизма“.
Пред крај живота Ото је  почео да пише своју аутобиографију под насловом „Мој лепи живот у паклу“. Ото Бихаљи Мерин је умро у Београду 22. децембра 1993. године.

### Салон Ото Бихаљи-Мерин
Салон Ото Бихаљи-Мерин је основан 2013. године и налази се у Београду, Немањина 3/10. Отова ћерка, Мирјана Бихаљи- Шоенбернер донирала је Музеју наивне и маргиналне уметности стан свог оца, у коме је и сама одрастала у снажном духу посвећености борби за нове, напредније идеје и уметничке видике свог оца Ота и своје мајке Лизе. Вредна Отова заоставштина: библиотечка грађа, рукописи и преписка са стручњацима и уметницима широм света, уметничка дела као део легата представљају додатни квалитет овог својеврсног института. Отворен је за јавност у марту 2022. године, а 27. октобра 2023. године отворена је и прва стална поставка.

### Фонд Ото Бихаљи-Мерин
У знак сећања на личност и дело Ото Бихаљи-Мерина, Музеј наивне и маргинализоване уметности у Јагодини је 2009. године основао Фонд Ото Бихаљи-Мерин са циљем да награди досадашње и подстакне и пробуди будуће стручњаке, публицисте, уметнике како би и сами допринели развоју и афирмацији наивне и маргиналне уметности. Специјално Признање Ото Бихаљи-Мерин је почев од 2009. године додељено великом броју стручљака и уметника: Вери Ристић, Слободану Санадеру, Милосаву Јовановићу, Душану Јевтовићу, Барбаријену, Љиљани Којић, Слободану Штетићу, Наталији Церовић, Марици Врачевић и Милану Станисављевићу. Захваљујући средствима фонда Ото Бихаљи-Мерин, донацији Мирјане Бихаљи Шунбернер и Герхарда Шунбернера збирка Музеја наивне и маргиналне уметности, поред тога увећана је за значајан број репрезентативних остварења домаћих и иностраних уметника.

## Дела
Српска издања књига
- Савремена немачка уметност, Београд, Нолит, 1955.
- Југословенска скулптура ХХ века, Београд, Југославија, 1955.
- Невидљива капија, Београд, Космос, 1956.
- Сусрети са мојим временом, Београд, Просвета, 1957.
- Уметност наивних у Југославији, Београд, Југославија, 1959.
- Продори модерне мисли, Београд, Нолит, 1962.
- Градитељи модерне мисли, Београд, Просвета, 1965.
- Маске света, Београд, Вук Караџић, 1970.
- Јединство света у визији уметности, Београд, Нолит, 1974.
- Ревизија уметности, Београд, Југославија, 1979.